# Аль-Істахрі
Абу Ісхак Ібрагім ібн Мухаммед аль-Фарісі аль Істакхрі (араб. الإصطخري) — перський середньовічний географ X століття.

## Біографія
Народився у місті Істакхр. Автор мап та книг «Традиції країн» (مسالك الممالك, «Масалік аль-мамалік») and «Обриси країн» (صور الاقاليم, «Сувар аль-Акваалеем»). Створив мапу світу, де описав усі відомі йому тогочасні країни.
Аль-Істахрі писав про перші країни слов'ян: 
| «Руси складаються з трьох племен, з яких одне є ближче до Булгара і їхній цар живе у місті, яке називається Куява… Друге плем'я, що живе далі за першим, називається Славією, і цар їхній у місті Салау. Ще інше плем'я називається Артанією, а цар його живе в Арті…»[5] |
В 1325 р його роботи переклали мовою фарсі у книзі «Книга шляхів і країн», яку написано в 933—950 роках. Це найраніша збережена праця систематичної школи ісламської географії. Зараз цей переклад зберігається у Національному музеї Ірану. Ця книга була занесена у список світової спадщини Юнеско 2008 року.
Помер у Багдаді після 952 року.

## Галерея

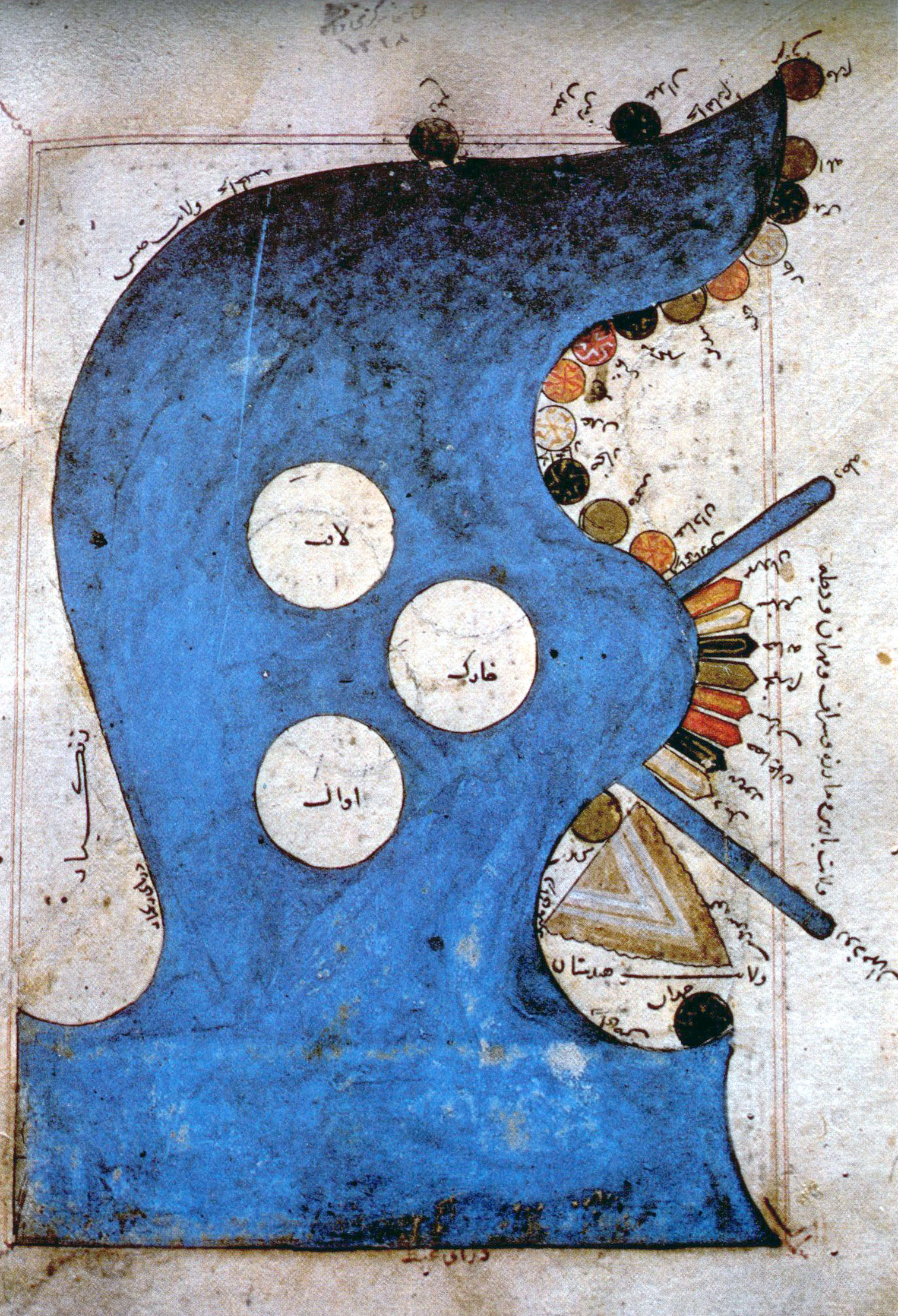
Перська затока на мапі Аль-Істахрі
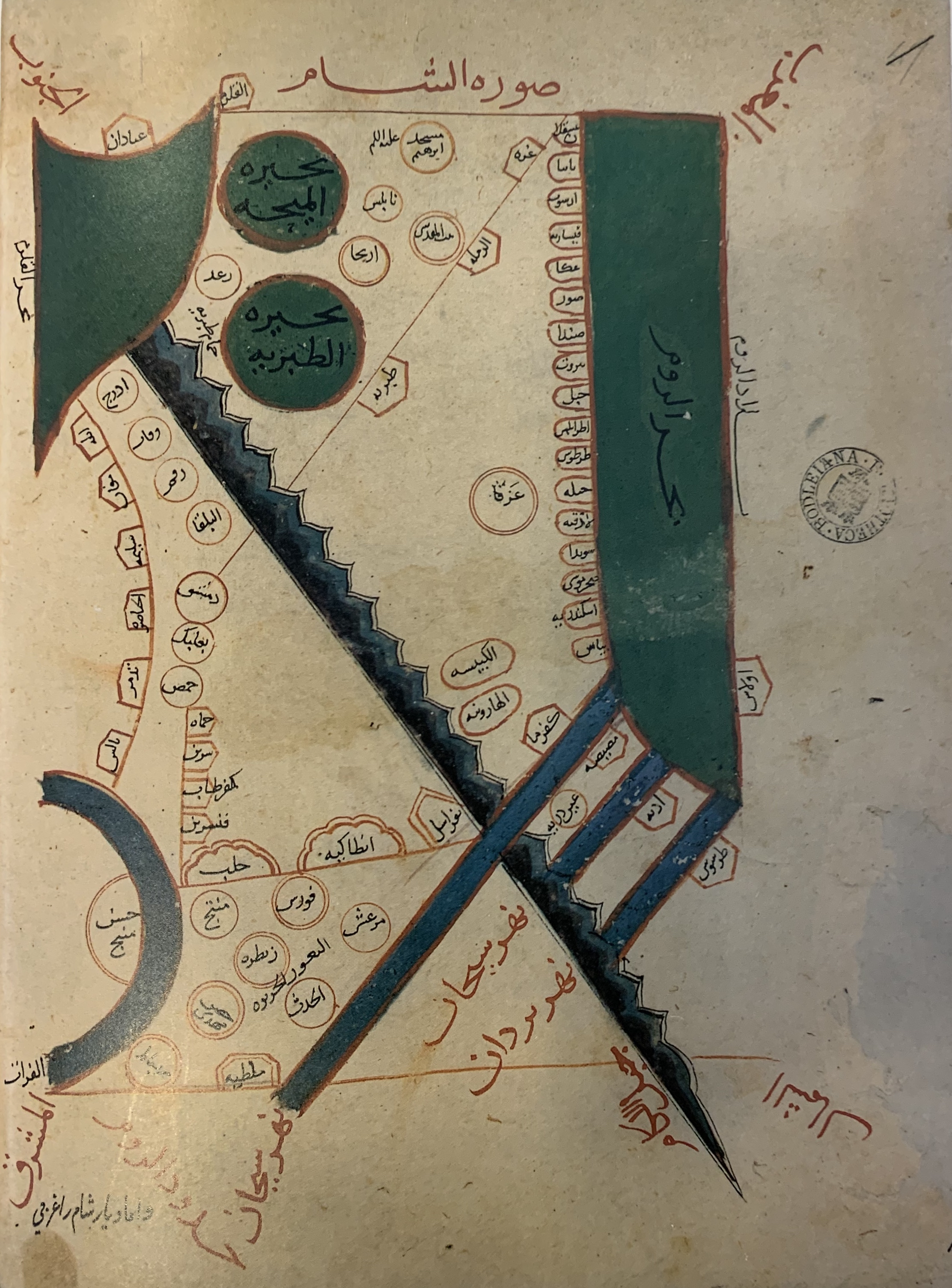
Мапа Палестини
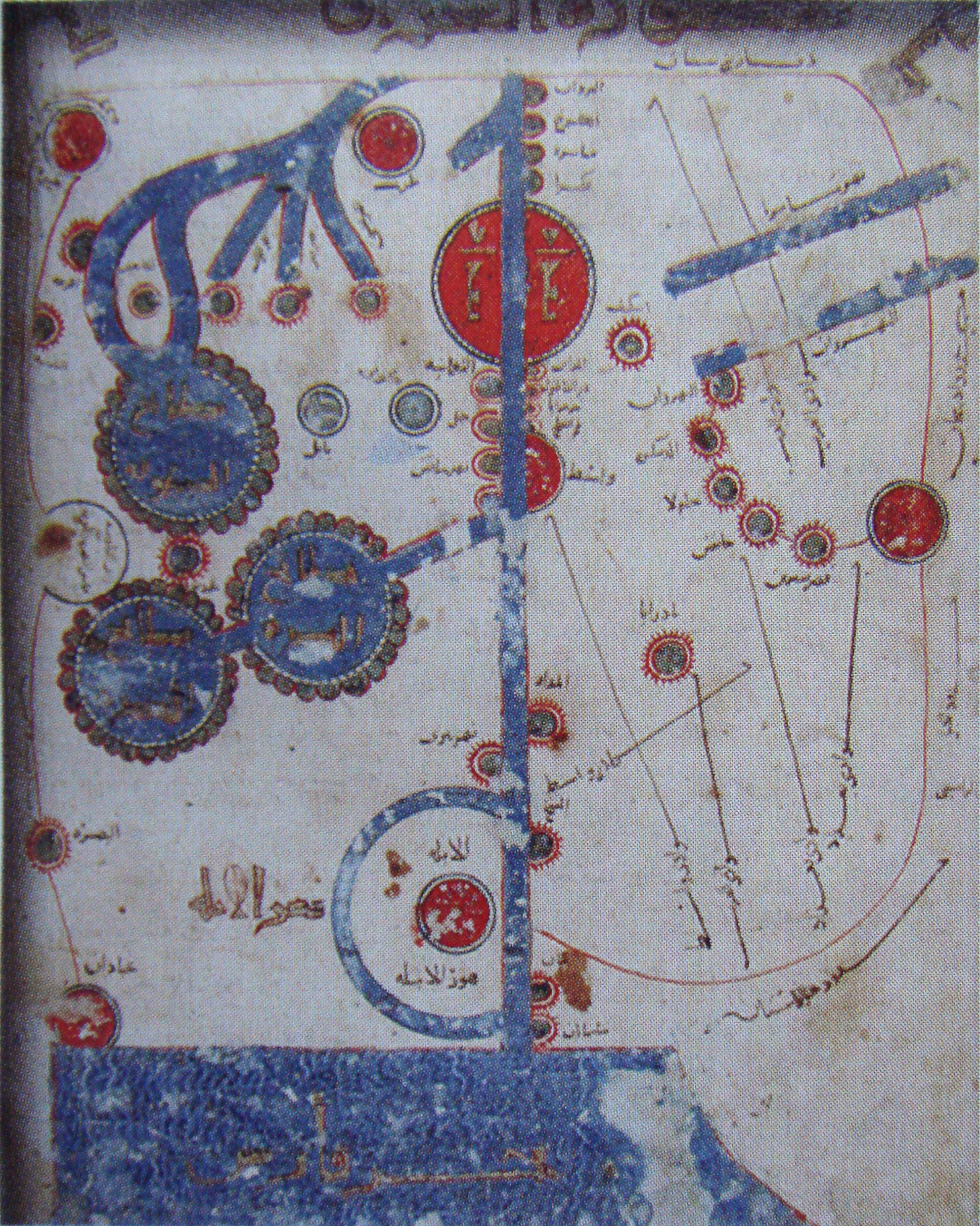
Мапа Месопотамії
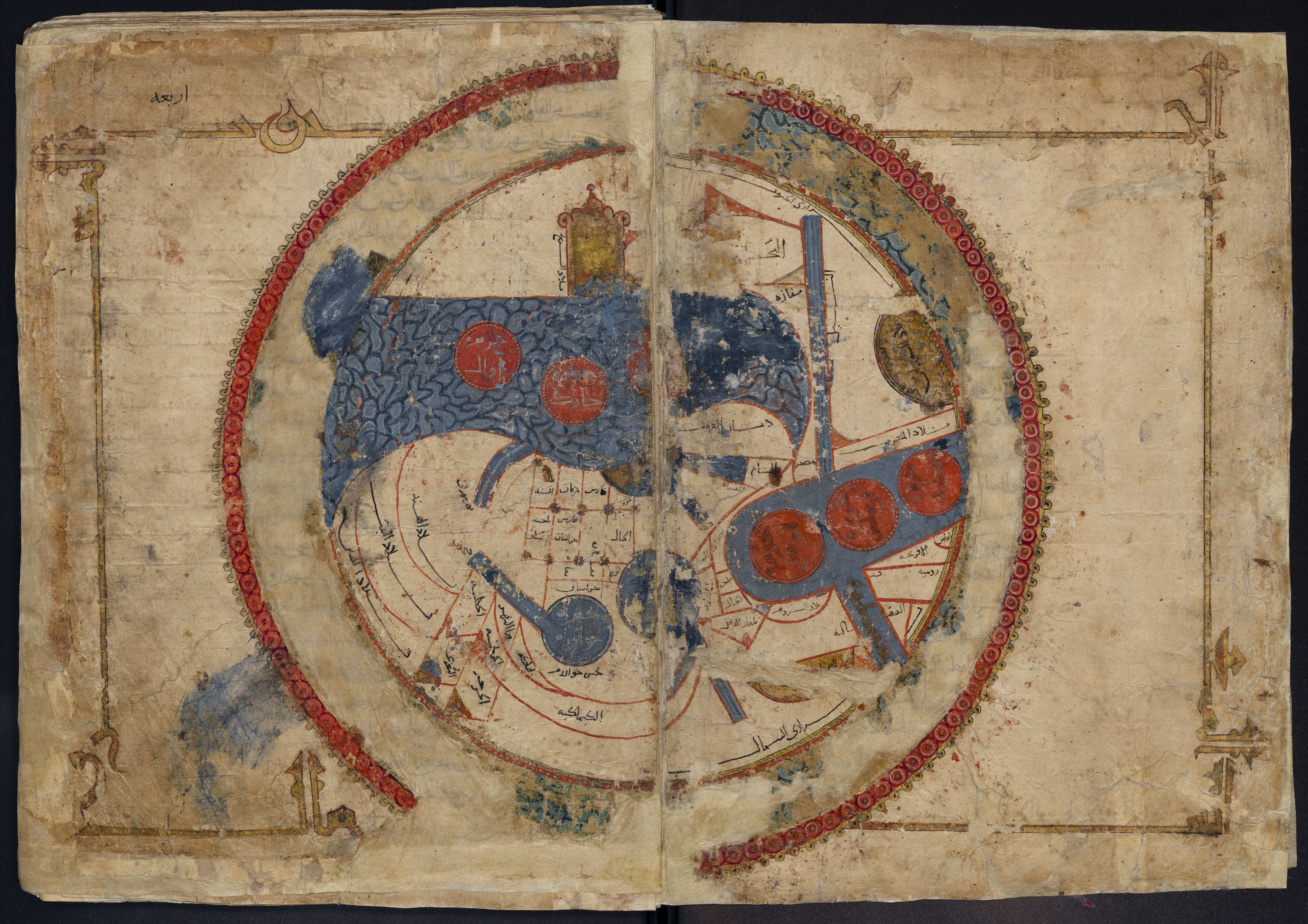
Мапа Світу